# Лукашанец, Александр Александрович
Александр Александрович Лукашанец (род. 23 ноября 1954, Журавцы, Молодечненская область) — белорусский филолог; академик НАН Беларуси с 2017 года (член-корреспондент с 2009 года), доктор филологических наук (2001), профессор (2003).

## Биография
Родился в крестьянской семье в деревне Журавцы Воложинского района. В 1977 году окончил Белорусский государственный университет, в 1981 году — аспирантуру при Институте русского языка АН СССР. Защитил диссертацию на соискание учёной степени кандидата филологических наук по специальности 10.02.01. Тема кандидатской диссертации — «Словообразовательные гнёзда в русском и белорусском языках: на материале одной из групп глаголов конкретного физического действия» (научный руководитель А. Н. Тихонов). Затем работал в академической науке и на административных должностях. В 2001 году защитил диссертацию на соискание учёной степени доктора филологических наук по специальности 10.02.01 «Белорусский язык». Тема докторской диссертации — «Грамматические аспекты белорусского словообразования». С 1977 младший научный сотрудник, с 1985 старший научный сотрудник, с 1986 ученый секретарь, с 1989 заместитель директора по научной работе. С 2003 года директор Института языкознания имени Якуба Коласа Национальной академии наук Беларуси, с 2008 по 2012 — Института языка и литературы имени Якуба Коласа и Янки Купалы НАНБ. С 2012 первый заместитель директора по научной работе Центра исследований белорусской культуры, языка и литературы, директор филиала «Институт языка и литературы имени Якуба Коласа и Янки Купалы» (2012—2015), с 03.03.2021 главный научный сотрудник филиала « Институт языкознания имени Якуба Коласа» ГНУ «Центр исследований белорусской культуры, языка и литературы НАН Беларуси». С 03.03.2022 г. уволен с работы в НАН Беларуси. Председатель Белорусского (с 2004) и Международного (2008—2013) комитетов славистов, с 1996 член Комиссии по славянскому словообразованию при Международном комитете славистов (с 2008 председатель комиссии). Главный редактор ежегодника «Беларуская лінгвістыка» (с 2005). В 2017 году избран действительным членом НАН Беларуси.

## Научная деятельность
Направления научной деятельности: белорусское языкознание, белорусское и русское словообразование, социолингвистика, языковые контакты, белорусско-русское двуязычие, культура белорусского языка, языковая политика, социальная психология языка.
Кандидатская диссертация — «Словообразовательные гнезда глаголов в русском и белорусском языках (на материале одной из групп глаголов конкретного физического действия)» (1981).
Докторская диссертация — «Грамматический аспект белорусского словообразования» (2001).
Является автором более 300 научных работ, 20 монографий и 5 словарей. Работы А. А. Лукашанца касаются белорусского и славянского словообразования, проблем белорусско-русского двуязычия и социолингвистики, проблем современного развития и функционирования белорусского языка и белорусского орфографии.
А. А. Лукашанец создал новое направление в белорусском языкознании — разработал теоретические основы и осуществил практическое описание системы белорусского словообразования из новых грамматических позиций. А. А. Лукашанец является соавтором первого в белорусском лексикографии «Словообразовательного словаря белорусского языка». Раскрыл закономерности инновационных изменений в лексике и словообразовании белорусского языка конца ХХ — начала ХХI в. и исследовал на славянском поле особенности развития словарного состава современного белорусского языка с позиций тенденций к интернационализации и национализации. Также раскрыл проблемы белорусско-русского двуязычия и взаимодействия этих языков, раскрыл правовые, лингвистические, социолингвистические, политические, психолингвистические и прагматические аспекты функционирования белорусского языка в условиях государственного двуязычия. А. А. Лукашанец — один из основных разработчиков Закона Республики Беларусь «О правилах белорусской орфографии и пунктуации» (2008), автор и соавтор ряда практических пособий и справочников по белорусским орфографии, научный редактор ряда современных орфографических словарей белорусского языка, а также двуязычных белорусско-русских и русско-белорусских словарей, подготовленных в соответствии с этим законом.
В 2006 А. Лукашанец предложил вообще запретить тарашкевицу в Беларуси. Между тем, сказал он, «к трасянке нужно относиться как к естественному явлению. Даже в одноязычных странах на литературном языке разговаривает относительно небольшая, высокообразованная часть общества. Смешанная речь — реалия каждого современного коммуникативного пространства».
По мнению А. Лукашанца, «Правила белорусской орфографии и пунктуации», подготовленные Национальной академией наук Беларуси совместно с Министерством образования РБ, являются актуальными и оптимальными в сегодняшней ситуации. Они должны устранить тот орфографический разнобой, который существует в белорусскоязычных печатных изданиях, обеспечить стабильность и преемственность правописных норм белорусского языка, облегчить его преподавание в школе.
В 2008—2013 возглавлял Международный комитет славистов, занимался подготовкой XV Международного съезда славистов, состоявшегося в Минске в августе 2013 года.

## Критика
В 2003 А. Лукашанец подписал «Экспертное заключение о соответствии журнала „Шахматы“ (№ 1, 2003) нормам белорусского литературного языка», где обратил внимание на ошибки в данном журнале, в том числе малозначительные и несуществующие. Это заключение стало для суда одним из оснований, чтобы не восстанавливать редактора белорусского журнала «Шахматы» в должности. В дальнейшем (2004—2008) назван журнал, задуманный изначально как единственное в мире белорусскоязычное шахматное издание, выходил преимущественно на русском языке. Заключение А. Лукашанца было подвергнуто критике в прессе.

## Основные публикации

### Монографии
- Лукашанец А. А., Михневич А. Е., Щербин В. К. Общество ― язык ― политика. — Минск: Вышэйшая школа, 1988.
- Булыко А. Н., Войнич И. В., Кузьменкова Т. В., Кунцевич Л. П., Лукашанец А. А., Мельникова, Л. А., Николаева О. М., Щербин В. К. Сопоставительное описание русского и белорусского языков. Морфология. — Минск: Наука и техника, 1990.
- Кузьменкова Т. В., Кунцевич Л. П., Лукашанец А. А., Михневич А. Е. Культура русской речи в вопросах и ответах. — Минск, 1996.
- Красней В. П., Кривицкий А. А., Лукашанец А. А. Беларуская мова / научный редактор А. А. Лукашанец. — Opole, 1998.
- Словаўтварэнне і граматыка. ― Мн.: Права і эканоміка, 2001.
- Кароткая граматыка беларускай мовы. У 2 ч. Ч. 1: Фаналогія. Марфаналогія. Марфалогія / научный редактор А. А. Лукашанец. — Минск: Беларуская навука, 2007.
- Кароткая граматыка беларускай мовы. У 2 ч. Ч. 2. Сінтаксіс / навук. рэд. А. А. Лукашанец. — Минск: Беларуская навука, 2009.
- Кандраценя І. У., Кунцэвіч Л. П., Лукашанец А. А. Сучасная беларуская арфаграфія : акадэмічны даведнік. — Минск: АВЕРСЭВ, 2012. — 272 с.
- Праблемы сучаснага беларускага словаўтварэння. — Мн.: Беларуская навука, 2013. — 315 с.
- Беларуская мова ў ХХІ ст.: развіццё сістэмы і праблемы функцыянавання. — Мінск : Беларуская навука, 2014. — 397 с.
- Word-Fotmation. An International Handbook of the Languagу of Europe. Volume 4. — Berlin/Boston : Walter de Gruyter GmbH, 2016. — 702 р. (соавтор).
- The Explicit and the Implicit in Language and Speech. / Edited by Liudmila Liashchova. — Cambridge Scholars Publishing, 2017 (соавтор).
- Глабалізацыя і славянскае словаўтварэнне. — Мінск: Права і эканоміка, 2019. — 178 с. (соавтор и научный редактор).
- Республика Беларусь — 25 лет созидания и свершений. В 7 т. Т. 1. — Минск: Беларуская навука, 2020. — 631 с. (соавтор; раздел «Государственные языки», С. 553—595).
- Славянская дэрыватаграфія. — Мінск: Права і эканоміка, 2020. — 362 с. (соавтор и научный редактор).
- Słowotwórstwo w przestrzeni komunikacyjnej. — Warszawa: Instytut Slawistyki Polskiej Akademii Nauk, 2021. — 372 с. (соавтор).

### Словари
- Бардовіч А. М., Круталевіч М. М., Лукашанец А. А. Словаўтваральны слоўнік беларускай мовы. — Минск: Беларуская навука, 2000.
- Бардовіч А. М., Круталевіч М. М., Лукашанец А. А. Школьны словаўтваральны слоўнік беларускай мовы. — Минск: Аверсэв, 2006. — 512 с.
- Плескачевский Ю. М., Жагора Н. А., Селькин В. П., Лукашанец А. А., Гракович Р. И. Основные термины метрологии. Русско-белорусский словарь-справочник. — Минск, 2007. — 256 с.
- Современный русско-белорусский словарь для школьников: под ред. докт. филол. наук Лукашанца А. А. / О. М. Николаева, Т. Н. Трухан. Мн.: Літаратура і мастацтва, 2009. ― 568 с.
- Арфаграфічны слоўнік беларускай мовы / І. У. Кандраценя, Л. П. Кунцэвіч; пад рэд. А. А. Лукашанца. ― Мінск: Тэтрасістэмс, 2009. ― 704 с.
- Кунцэвіч Л. П., Кандраценя І. У. Беларускі арфаграфічны слоўнік (выданне другое выпраўленае) / Нац. акад. навук Беларусі, Ін-т мовы і літ. імя Я.Коласа і Я.Купалы; уклад. Л. П. Кунцэвіч, І. У. Кандраценя; пад рэдакцыяй А. А. Лукашанца ― Мінск: Беларуская навука, 2010.
- Кунцэвіч Л. П., Кандраценя І. У. Беларускі арфаграфічны слоўнік для школьнікаў. Пад рэдакцыяй А. А. Лукашанца. ― Мінск: Аверсэв, 2010.
- Современный русско-белорусский словарь / О. М. Николаева, Т. Н. Трухан; под ред. А. А. Лукашанца. ― Мн.: ТетраСистемс, 2011. ― 576 с.
- Слоўнік асабовых уласных імён / А. К. Усціновіч; навук. рэдактар А. А. Лукашанец. ― Мн.: Літаратура і мастацтва, 2011.
- Ильющенко А. Ф., Лукашанец А. А., Плескачевский Ю. М., Витязь П. А., Ковтун В. А. Русско-белорусский терминологический словарь по порошковой металлургии. — Минск: Беларуская навука, 2012. — 341 с.
- Слоўнік беларускай мовы / Навуковыя рэдактары А. А. Лукашанец, В. П. Русак. — Мінск : Беларуская навука, 2012. — 916 с.
- Русско-белорусский словарь для школьников младшего возраста. — Минск, 2012. — 192 с. (научный редактор).
- Беларуска-рускі слоўнік=Белорусско-русский словарь. У 3 т. — Выд. 4-е, перапрац. і дап. — Мінск : Беларус. Энцыкл. імя П. Броўкі, 2012 (научный редактор).
- Русско-белорусский словарь=Руска-беларускі слоўнік. В 3 т. — Изд. 10-е, перераб. и доп. — Мінск : Беларус. Энцыкл. імя П. Броўкі, 2012 (научный редактор).
- Слоўнік асабовых уласных імён / У. М. Завальнюк, В. К. Раманцэвіч; пад агул. рэд. А. А. Лукашанца. — Мінск : Народная асвета, 2017. — 286 с.
- Русско-белорусский толковый словарь по металлургии и литейному производству. — Мн.: Беларуская навука, 2020. — 739 с. (соавтор).

### Учебные пособия
- Сопоставительный анализ восточнославянских языков. Учебное пособие для студентов вузов. Под ред. А. А. Лукашанца, А. М. Мезенко. ― Витебск, 2004.
- Сопоставительный анализ восточнославянских языков. Учебное пособие для студентов вузов. Под ред. А. А. Лукашанца, А. М. Мезенко. ― Мн.: ІВЦ Мінфіна, 2005. ― 228 с.
- Сучасная беларуская мова. Марфеміка. Марфаналогія. Словаўтварэнне. Вучэбна-метадычны комплекс для студэнтаў 2 курса спецыяльнасці «Беларуская філалогія» завочнай формы навучання (III семестр). Пад. рэд. А. А. Лукашанца. — Мн.: БДУ, 2012.

### Статьи
- Лукашанец А. А. Адзінкі словаўтварэння ў беларускай мове (Да праблемы іерархічнай класіфікацыі) // Беларуская лінгвістыка. Вып. 44. ― Мн., 1994. ― С. 19―26.
- Лукашанец А. А. Граматыка-словаўтваральная сістэма суфіксальных назваў жывых істот у беларускай мове // Весці НАН Беларусі. Серыя гуманітарных навук. — 1999. — № 4. — С. 127―133.
- Лукашанец А. А. Родавыя (спадчынныя) найменні ў сістэме мясцовага анамастыкону // Nazwy osobowe na pograniczach kulturowych. Studia slavistyczne), t.2. ― Białystok, 2000 ― C. 89 ― 97.
- Лукашанец А. А. Граматычныя аспекты словаўтваральнай парадыгматыкі // Słowotwórstwo a inne sposoby nominacji: materiały z 4 konferencji Komisji Słowotwórstwa przy Międzynarodowym Komitecie Slawistów, Katowice 27-29 września 2000 r. ― Katowice, 2000. ― C. 78 ― 85.
- Лукашанец А. А. Сучасныя працэсы ў словаўтварэнні беларускай мовы: Да праблемы міжмоўнага збліжэння і адштурхоўвання // Мовазнаўства. Літаратура. Культуралогія. Фалькларыстыка: ХІІІ Міжнародны з’езд славістаў (Любляна, 2003): Даклады беларускай дэлегацыі / НАН Беларусі. Беларускі камітэт славістаў. (Адказны рэдактар ― А. А. Лукашанец) ― Мн.: Бел. навука, 2003. ― С. 52 ― 69.
- Лукашанец А. А. Беларуская мова і беларускае мовазнаўства ў пачатку ХХІ ст. Праблемы і перспектывы // Полымя. — 2005. — № 10. — С. 122 ― 133.
- Лукашанец А. А. О соотношении словообразовательных категорий с категориями других уровней языка // Sprahcliche Kategorien und die slawische Wortbildung. Hanna Burkhardt/Alicja Nagόrko (Hg.). Hildesheim ― Zürich ― New York, 2007. ― S. 215 ― 224.
- Лукашанец А. А. Міжславянскае моўнае ўзаемадзеянне і дынаміка літаратурнай нормы (беларуская мова паміж рускай і польскай) // Мовазнаўства. Літаратуразнаўства. фалькларыстыка.: ХІV Міжнародны з’езд славістаў (Охрыд, 2008): Даклады беларускай дэлегацыі / НАН Беларусі; Беларускі камітэт славістаў. ― Мінск: Права і эканоміка. ― 2008. ― С. 107 ― 120.
- Лукашанец А. А. Беларуская нацыянальная мова на сучасным этапе: сістэма, статус, функцыянаванне // Весці НАН Беларусі. — 2009. — № 1. — С. 107 ― 117.
- Лукашанец А. А. Беларуская мова: асаблівасці сучаснага стану і функцыянавання // Роднае слова. — 2009. — № 2. — С. 11 ― 14.
- Лукашанец А. А. Працэсы інтэрнацыяналізацыі ў беларускай мове канца ХХ — пачатку ХХІ стст. // Przejawy internacjonalizacji w językach słowiańskich / Pod redakcją naukową Eleny Koriakowcewej. ― Wydawnictwo Аkademii Podlaskiej. Sedlce, 2009. ― S. 111 ― 125.
- Лукашанец А. А. Современное состояние и тенденции развития славянских языков (белорусский язык) // Вестник Московского университета. Сер. 9. Филология. — 2009. — № 5. — С. 65 ― 75.
- Лукашанец А. А. Языковой пуризм как фактор развития словообразовательной системы: на примере белорусского языка // Труды и материалы Международного научного симпозиума «Славянские языки и культуры в современном мире». ХІ Международная научная конференция Комиссии по славянскому словообразованию при Международном комитете славистов «Новые являния в словообразовании: система и функционирование». 24 — 26 марта 2009 г. МГУ им. М. В. Ломонсова. С. 32 ― 44.
- Лукашанец А. А. Беларуская мова ў пачатку ХХІ ст. // Веснік БДУ. Серыя 4. — 2009. — № 1. — С. 4 ― 10.
- Łukaszaniec Aleksander. О некоторых аспектах сопоставительного изучения словообразования в близкородственных языках. // Aktualne prodlemy komparatystyki słowiańskej: teoria і metodologia badań lingvistycznych. / Redakcja naukowa Elena Koriakowcewa. ― Siedlce. ― 2010. ― C. 81 ― 88.
- Лукашанец А. Словаўтваральныя сродкі моўнай катэгарызацыі свету // Відображення історії па культури народу в словотворенні: Доповіді ХІІ Міжнародної наукової конференції Комісії зі слов’янського словотворення при Міжнародному комітеті славістів (25 — 28 травня 2010 р., Київ, Укриїна) / Упорядкування та наукове редагування Н. Ф. Клименко і Є. А. Карпіловської ― К.: Выдавничий дім Дмира Бураго, 2010. ― С. 145 ― 154.
- Лукашанец А. А. Беларуская мова ў сучасным свеце // Полымя. — 2010. — № 9. — С. 138 ― 151.
- Лукашанец Аляксандр А. Сістэма словаўтварэння: адзінкі, параметры, іерархія. // Słowotwórstwo słowiańskie: system і tekst/ Prace Komisji przy Mędzynarodowym Komitecie Slawistów. Seria 13. Pod red. Jerzego Sierociuka. — Poznań, 2012. — S. 11-22.
- The Belarussian language in the communicative space of present-day Belarus // Весцi Нац. акад. навук Беларусi. Сер. гуманiт. навук. — 2012. — № 3. — С. 108—114 (соавтор).
- Лукашанец А. А. Nоmina agentis у сучаснай беларускай мове : словаўтваральны патэнцыял і тэндэнцыя развіцця // Творба речи и њени ресурси у словенским jезицима : зборник радов аса четрнаесте мећународне научне конференциjе Комисиjе за творбу речи при Мећународном комитету слависта / Филолошки факултет Универзитета у Београду; гл. ур. Р. Драгићевић. — Београд, 2012. — С. 153—165.
- Лукашанец А. А. Функционирование русского языка в условиях государственного белорусско-русского двуязычия и проблемы языкового образования // Русская диаспора и изучение русского языка и русской культуры в инославянском и иностранном окружении = Руска диjаспора и изучавање руског jезика и руске културе у инословенском и иностраном окружењу : Междунар. науч. симпозиум, Белград, 1-2 июня 2011 г. : доклады / Филол. фак-т Белград. ун-та; гл. ред. Б. Станкович. — Белград, 2012. — С. 288—298.
- Лукашанец Аляксандр. Запазычанні з блізкароднасных моў і праблема матывацыі // Motivované slovo v lexikálnom système jazyka. Zborník zo 7. medzinárodnej konferencie Komisie pre výskum tvorenia alov v slovanských jazykoch pri Medzinárodnom pomitéte slavistov (Bratislava 27.9. — 01.10.2004). Editorky: Klara Buzássyová, Bronislava Chocholová. — Vydavateľstvo Slovenskej akadèmie vied «Veda». — Bratislava. — 2013. — S. 93 — 100.
- Лукашанец А. А. Моўная сітуацыя ў Беларусі: праблема нацыянальнай ідэнтыфікацыі ў сучасным еўрапейскім кантэксце // Республика Беларусь — Европейский союз: проблемы и перспективы партнерства / Ин-т философии НАН Беларуси; под ред. Л. Ф. Евменова. — Минск, 2013. — С. 372—396.
- Лукашанец А. А. Беларуская мова і акадэмічнае мовазнаўства ў пачатку ХХI стагоддзя // Весцi Нац. акад. навук Беларусi. Сер. гуманiт. навук. — 2014. — № 1. — С. 66-73.
- Лукашанец Аляксандр А. Агульныя праблемы супастаўляльнага вывучэння словаўтварэння славянскiх моў (Common problems comparative study of Slavic languages) // Swetlana Mengel (Hg.): Slavische Wortbildung im Vergleich. Theoretische und pragmatische Aspekte. LIT Verlag Dr. W Hopf, Berlin, 2014. — С. 201—217.
- Лукашанец А. А. Категория персональности в русском и белорусском языках: к проблеме комплексного сопоставительного описания словообразовательных систем близкородственных языков // Осмь десятъ : Сборник научных статей к 80-летию И. С. Улуханова / Отв. ред. М. А. Малыгина. — М.: ИЦ "Азбуковник; ЛЕКСУС, 2015. — С. 130—139.
- Лукашанец А. А. Нацыянальная мова і годнасць асобы і нацыі (беларускія рэаліі) // Мовознавство. — 2015. — № 6. — С. 3-14.
- Лукашанец А. А. Нацыянальная мова і годнасць асобы і нацыі ў кантэксце блізкароднаснага двухмоўя (беларускія рэаліі) // Логика достоинства и свободы личности : посвящ. 85-летию Ин-та фолософ. НАН Беларуси /сост. и науч. ред. Л. Ф. Евменов. — Минск : Беларуская навука. — С. 225—238.
- Лукашанец А. А. Інтэрнэт-прастора як база даследавання словаўтварэння: магчымасці і «падводныя рыфы» // Das Internet als Basis für Studien zur Wortbildung: Möglichkeiten und «Riffe unter Wasser») // Wortbildung und Internet. / Tošović, Branko, Wonisch, Arno (Hg./ред./ur.). Graz: Institut für Slawistik der Karl-Franzens-Universität Graz — Kommission für Wortbil-dung beim Internationalen Slawistenkomitee. 2016. — S. 195—208.
- Лукашанец Аляксандр. Нацыянальная графіка і арфаграфія ў кантэксце міжславянскага моўнага ўзаемадзеяння і ўзаемаўплыву (беларускі вопыт) // Мовазнаўства. Літаратуразнаўства. Фалькларыстыка: XVI Міжнар. з’езд славістаў (Бялград, 19-27 жніўня 2018 г.): дакл. беларус. дэлегацыі / Нац. акад. навук Беларусі, Беларускі камітэт славістаў. — Мінск : Беларуская навука, 2018. — С. 80 — 97.
- Лукашанец Аляксандр. Універбацыя/універбізацыя: сутнасць паняцця і месца ў тэрмінасістэме словаўтварэння // ZBORNIK RADOVA Osamnaesta međunarodna naučna konferencija Komisije za tvorbu riječi Međunarodnog komiteta slavista Univerbacija/Univerbizacija u slavenskim jezicima, Sarajevo, 4-7. aprila 2017. — С. 248—263.
- Лукашанец А. А. Русская орфография в контексте белорусско-русского государственного двуязычия // Ученые записки УО «ВГУ им. П. М. Машерова» : сборник научных трудов. — Витебск : ВГУ имени П. М. Машерова, 2018. — Т. 27. — С. 10-15.
- Лукашанец Александр А. Лексическая вариативность как фактор дифференциации близкородственных языков (к проблеме белорусско-русского языкового взаимодействия и взаимовлияние) // Јужнословенски филолог LXXV, св. 2 (2019). — С. 47-62.
- Лукашанец Аляксандр А. Славянскія мовы ў ХХІ стагоддзі: сацыялінгвістычныя аспекты развіцця і функцыянавання // У пошуках гармоніï мови. До 80-ліття від народження члена-кореспондента Національноï академіï наук Украïни, доктора філологічних наук, профессора Ніни Федорівни Клименко. — Київ: Видавничий дім Дмитра Бураго, 2020. — С. 130—137.
- Пань Юйцинь, Лукашанец А. А. Динамика языковой ситуации в Беларуси и белорусский язык в мире в контексте иницитивы «Один пояс и один путь» // Весці Нац. акад. навук Беларусі. Сер. гуманіт. навук. — 2021. — Т. 66, № 2. — С. 190—201 (соавтор) http://doi.org/10/29235/2524-2369-2021-66-2-190-201
- Пань Юйцынь, Лукашанец Аляксандр. Неалагічныя працэсы ў сучасных кітайскай і беларускай мовах пачатку ХХІ стагоддзя (параўнальны аспект) // Беларуская лінгвістыка. Вып. 86. — Мінск: Беларуская навука, 2021. — С. 57 — 66 (соавтор).

## Награды
- Лауреат двух премий Национальной академии наук Беларуси (2001 и 2011 годы).
- Медаль Франциска Скорины (2018)